# Musée de la Poupée - Au Petit Monde Ancien
Le musée de la Poupée est un ancien musée privé, ouvert de 1996 à 2017, consacré au monde de la poupée et situé à Paris.

## Histoire

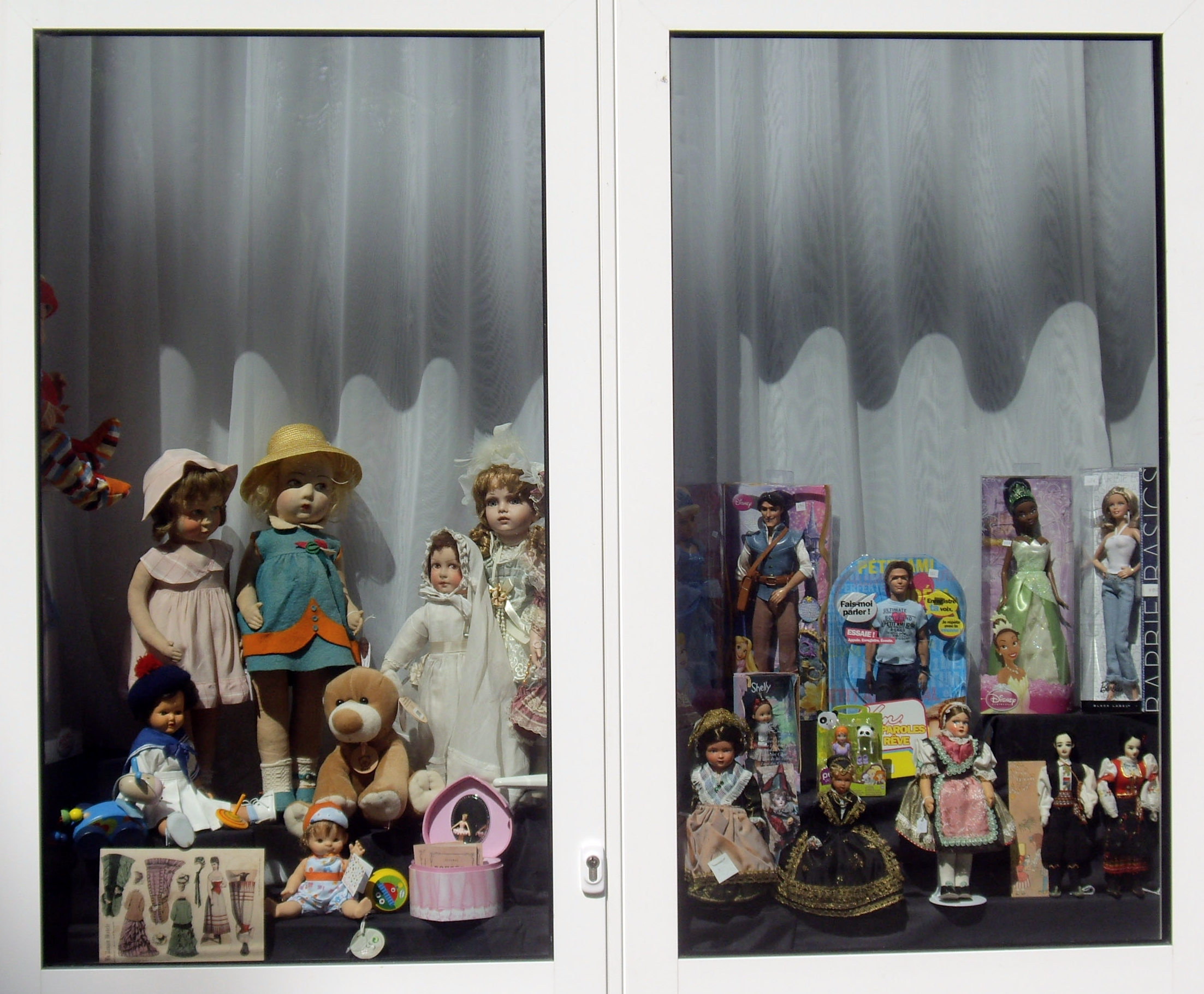
Extérieur du musée de la Poupée.

Fondé en 1994 par deux collectionneurs passionnés, Guido et Samy Odin, le musée présentait une collection permanente de poupées de 1800 à 1959 qui permettait de découvrir les différents aspects de l'histoire de la poupée occidentale : les fonctions des poupées, leurs morphologies, les matériaux utilisés dans leur fabrication, les types ethniques représentés ainsi qu'un aperçu des principaux fabricants de poupées.
Des expositions temporaires à thème étaient accessibles toute l'année avec le billet d'entrée au musée. celles-ci faisaient régulièrement l'objet d'édition d'ouvrages. Des animations étaient proposées toute l'année pour les enfants et adultes : visites guidées, ateliers créatifs, goûters d'anniversaire... Le musée disposait également d'une boutique librairie spécialisée et d'une « clinique » pour poupées et peluches. Le musée mettait à disposition ses collections pour des expositions hors les murs et ses locaux peuvent être privatisés.
Confronté à une baisse de fréquentation et au coût d'éventuels travaux de mise aux normes, le musée ferme ses portes en septembre 2017 (le musée le 15 et la boutique le 23).

## Accès
Le musée était situé dans le quartier Sainte-Avoye du 3e arrondissement (un quartier historiquement de bimbelotiers), au fond de l'impasse Berthaud, proche du 22, rue Beaubourg et juste à côté du jardin Anne-Frank. Ce site est desservi par la station de métro Rambuteau.